# 미안해 스이카
미안해 스이카(일본어: いじめ14歳のMessage, 14세 외톨이의 메시지))는 일본의 소설이다. 저자는 하야시 미키(林 慧樹)이며, 제 18회 팔레트노벨 대상심사위원특별작 수상작품이다. 이 소설은 14세의 작가가 초등학교 때부터 중학교 때까지 집단 따돌림을 당한 경험을 각색해 쓰여진 소설이다.

## 배경
공간적 배경은 일본의 이름 있는 여자중학교 2학년 3반. 시기는 1990년대 후반의 겨울. 이야기의 처음부터 끝까지 스이카의 1인칭 주인공 시점으로 풀어지고 있다.

## 등장인물
스이카 : 본 작의 주인공. 학우들 사이에서 괴롭힘을 당하는 치카를 구해주고 나서 괴롭힘의 대상이 된다.
치카 : 스이카의 같은 반 학우. 말수가 적고 살짝 겉돈다는 이유로 요우꼬의 괴롭힘의 대상이 되지만, 스이카의 구제 이후로 치카 자신도 괴롭힘에 가담하게 된다.
요코 : 2학년 3반 내의 '요코 그룹'의 리더로 괴롭힘의 주동자. 세력있는 의원의 딸이다.
유리에 : 시각장애를 가진 소녀. 교통사고를 당해서 부모님을 모두 잃고 그 여파로 실명했다. 아버지의 친구인 키무라 의사가 돌봐주고 있다.

## 기타

### 평가
14세의 작가가 쓴 만큼 문장이 어리고 구성도 약하다는 생각을 가질 수도 있다. 그러나 이 소설은 문장의 구성 등의 학술적인 부분에서 가치가 있는 것이 아니다. 학교를 떠난 지 오래된 어른들의 머리로는 도저히 그려낼 수 없는 학창시절의 절규가 매우 현실적으로 표현되었다. 일반적인 청소년이 주 독자인 소설에서는 온갖 고난을 겪던 주인공도 어느 순간 구원을 받는다. 주인공이 자살로 사망한다는 건 청소년 소설에서는 암묵적으로 금기시 된 전개인데 이것을 깨버렸다. 이 소설이 출시되었던 시기와 일본의 사회적 현상(이지메)에 맞물려서 일본에서 베스트 셀러가 되었다.

### 도서 이력
- 1999년 단행본 화(일본)
- 2007년 재판 출시(일본)
- 2008년 한글화 출시(한국)

### 미디어 믹스
2000년에 애니메이션화되었다.  보관됨 2008-10-19 - 웨이백 머신